# Thomas Goyard
Thomas Goyard (La Trinité, 15 gennaio 1992) è un velista francese, vincitore della medaglia d'argento olimpica nella Classe RS:X a Tokyo 2021.

## Palmarès

### Giochi olimpici
- 1 medaglia:
  - 1 argento (RS:X a Tokyo 2021)

### Mondiali Windsurf
- 2 medaglie:
  - 2 bronzi (Sorrento 2014, Santander 2020)